# Faust (opera Charles’a Gounoda)
Faust – pięcioaktowa opera Charles’a Gounoda do libretta Jules’a Barbiera i Michela Carrégo, luźno oparta na pierwszej części dramatu Johanna Wolfganga Goethego o tym samym tytule. Prapremiera utworu odbyła się 19 marca 1859 w Paryżu. Oryginalnym językiem libretta jest francuski.

## Osoby
- Doktor Faust – tenor
- Mefistofeles – bas
- Małgorzata – sopran
- Walenty, żołnierz, brat Małgorzaty – baryton
- Wagner, przyjaciel Walentego – baryton
- Siebel, uczeń Fausta – sopran lub mezzosopran
- Marta Schwerlein, sąsiadka Małgorzaty – mezzosopran lub kontralt

## Przyjęcie opery
Opera, choć wiele się po niej spodziewano, nie uzyskała takiego aplauzu, jakiego oczekiwał kompozytor. Za jej główną wadę uchodziła, wedle krytyków z Opery Narodowej, gdzie ją wystawiono, za mała „widowiskowość”, co wiązało się z ograniczonym wykorzystaniem przestrzeni budynku. Sytuację skomplikowało również przełożenia premiery w Teatrze Lirycznym o rok. Było to spowodowane wystawieniem dramatu d’Ennery’ego o tym samym tytule w teatrze Porte Saint Martin. W tej sytuacji dyrektor Léon Carvalho (który w roli Małgorzaty obsadził swoją żonę, sopranistkę Caroline Miolan-Carvalho) doprowadził do wielu zmian w utworze, łącznie z usunięciem niektórych numerów.  Jednak i to nie pomogło w dobrym przyjęciu Fausta. Dopiero wydawca Antoine Choudens, który wykupił prawa do opery za 10 tysięcy franków, wystawił ją (zastępując recytatywami kwestie mówione) z wielkim sukcesem na tournée w Niemczech, Belgii, Włoszech i Anglii, ponownie z Caroline Miolan-Carvalho w jej popisowej roli. Do Paryża opera powróciła w 1862 i tym razem odniosła ogromny sukces. Przed wystawieniem sztuki w cesarskim Théâtre de l’Académie Royale de Musique w 1869 do V aktu dodano balet. Od tego czasu Faust  znajduje się w stałym repertuarze najważniejszych scen operowych świata.
Popularność Fausta znacznie wzrosła od lat pięćdziesiątych XX wieku, kiedy wielkie nakłady pieniężne wydawane na jego wystawienie uczyniły z tej opery niemal „hollywoodzką produkcję”. Faust ze względu na częstość wystawiania zajmuje 18. miejsce na liście 20 najpopularniejszych oper w Ameryce Północnej.

## Treść
Miejsce i czas akcji: Niemcy, XVI wiek

### Akt I
W laboratorium Fausta
Faust, naukowiec w podeszłym wieku, dochodzi do wniosku, iż jego praca do niczego go nie doprowadziła, a przez to nigdy nie poznał życia ani miłości (Rien! En vain j'interroge). Dwukrotnie próbuje się otruć, ale odchodzi od tego zamiaru za każdym razem, kiedy słyszy chór. Przeklina naukę i wiarę i wzywa do pomocy moce piekielne. Pojawia się Mefistofeles (duet: Me voici), który kuszącym obrazem Małgorzaty przy kołowrotku przekonuje Fausta do przyjęcia usług diabła na ziemi w zamian za jego duszę w piekle. Gdy starzec przemienia się w przystojnego młodzieńca obaj, Faust i Mefistofeles, wyruszają w świat.

### Akt II
Przy bramie miejskiej
Chór studentów, żołnierzy i chłopów śpiewa pieśń zachwalającą biesiadowanie (Vin ou Bière). Walenty, który wraz ze swym przyjacielem Wagnerem idzie na wojnę, oddaje swoją siostrę Małgorzatę pod opiekę swojemu drogiemu przyjacielowi Siebelowi (O Sainte Medaille). Zjawia się Mefistofeles, który zaopatruje zebranych w wino po czym śpiewa szaloną i zachęcająca pieśń o Złotym Cielcu (Le veau d’or). Gdy zaczyna uwodzić Małgorzatę Walenty chce go zaatakować mieczem, lecz zanim dosięga diabła, broń rozpada się na kawałki. Wraz z przyjaciółmi wie, że ma do czynienia z siłą nieczystą, więc rękojmiami w kształcie krzyża wygania Mefistofelesa (De l'enfer).Nie zniechęcony takim przyjęciem dołącza wraz z Faustem do chłopów tańczących walca (Ainsi que la brise légère). Pojawia się Małgorzata, której Faust deklaruje swoje najgłębsze uczucia, ale ta odrzuca go.

### Akt III
W ogrodzie Małgorzaty
Chory z miłości Siébel zostawia Małgorzacie bukiet kwiatów (Faites-lui mes aveux). Faust nakazuje Mefistofelesowi znaleźć podarunek dla Małgorzaty po czym śpiewa kawatinę o przyrodzie (Salut, demeure chaste et pure). Diabeł obok zwiędłych kwiatów Siebela kładzie na progu udekorowane pudełeczko z wyszukaną biżuterią i lusterkiem. Nadchodzi Małgorzata, rozmyśla o spotkaniu z Faustem przy bramie miejskiej i śpiewa balladę o królu Thulé(Il était un roi de Thulé). Marta, sąsiadka Małgorzaty, zauważa biżuterię i daje do zrozumienia, że musi to być prezent od jakiegoś tajemniczego wielbiciela. Małgorzata przymierza klejnoty i z zaskoczeniem zauważa że, dodały jej one dużo uroku (Ah! je ris de me voir si belle en ce miroir). Mefisto i Faust dołączają do niej i romansują z nią. Kobieta pozwala się Faustowi pocałować (Laisse-moi, laisse-moi contempler ton visage), ale po chwili każe mu odejść. Prosi w pieśni ze swojego okna o jego szybki powrót, co Faust czyni. Pod czujnym okiem Mefistofelesa można być pewnym, że uwiedzenie Małgorzaty dojdzie do skutku.
(Uwaga:Sceny w aktach IV i V często nie są poukładane tak, jak opisano niżej.Niejednokrotnie są przycinane, lub niektóre numery po prostu wycina się w całości. Opis poniżej odnosi się do wersji pełnej, rozszerzonej)

### Akt IV
W mieście/kościele/ogrodzie Małgorzaty
Ciężarna i porzucona Małgorzata rodzi dziecko i staje się społecznym wyrzutkiem, o czym śpiewa przy kołowrotku (Il ne revient pas). Siébel ją wspiera. Małgorzata chce pomodlić się w kościele, ale zatrzymuje ją najpierw Mefistofeles, a później chór diabłów. Kończy swoje modlitwy, ale znów ulega kuszeniu diabła. Regiment Walentego wraca z wojny maszerując (Deposons les Armes). Siébel prosi Walentego aby przebaczył siostrze. Walenty rusza do jej zagrody. Faust i Mefistofeles przybywają do ogrodu a diabeł pod oknem Małgorzaty zaczyna śpiewać parodię serenady zakochanych. Z domu wychodzi Walenty i pojedynkuje się z Faustem lecz Faust okazuje się lepszy i brat Małgorzaty ginie. Ostatnim tchnieniem przeklina Małgorzatę skazując ją na męki piekielne (Ecoute moi bien Marguerite).

### Akt V
W górach Harzu podczas nocy Walpurgii / w więzieniu
Mefistofelesa i Fausta otaczają wiedźmy (Un, deux et trois). Faust trafia do jaskini królowych i kurtyzan, a diabeł obiecuje mu miłość najwspanialszej i najpiękniejszej kobiety w historii. Orgiastyczny balet sugeruje, że uciechom tej nocy nie będzie końca. Gdy nastaje świt, Faustowi ukazuje się wizja Małgorzaty do której tęskni. Mefistofeles pomaga mu dotrzeć do więzienia, gdzie Małgorzata jest przetrzymywana za zabicie swojego dziecka. Śpiewają miłosny duet (Oui, c'est toi que j’aime). Mefistofeles oferuje Małgorzacie wyzwolenie od szubienicy, ale ona woli zaufać swojej wierze w Boga i jego anioły (Anges purs, anges radieux). Na koniec majaczy, że ręce Fausta broczą krwią. Odrzuca go i odwraca się, a w tym czasie Mefistofeles krzyczy, że Faust został osądzony. Gdy Małgorzata umiera, chóry anielskie ogłaszają, że została zbawiona (Sauvée! Christ est ressuscité).

## Odwołania do utworu
Opera od półtora wieku bardzo mocno wpisała się w krajobraz kulturalny świata. W Stanach Zjednoczonych każdy nowy sezon w największych operach przez kilka dziesięcioleci zawsze rozpoczynał się graniem tego utworu, o czym pisała Edith Wharton w swoim Wieku niewinności. Wystawienie tego utworu to tło wydarzeń w książce Upiór w operze Gastona Leroux i w jego filmowej adaptacji z 1925 roku. Sekwencja baletu z nocy Walpurgii jest często grana oddzielnie z równie dużym powodzeniem.
10 grudnia 2011 Metropolitan Opera transmitowała Fausta w reżyserii Des McAnuffa, który akcję opery umieścił w  pierwszej połowie XX wieku, obrazując samozagładę ludzkości w trakcie I wojny światowej i w Hiroszimie. W roli tytułowej wystąpił Jonas Kaufmann, jako Mefistofeles René Pape i jako Małgorzata Marina Popławska.